# Список глав государств в 1175 году
Список глав государств в 1174 году — 1175 год — Список глав государств в 1176 году — Список глав государств по годам

## Азия
- Аббасидский халифат — Аль-Мустади Биамриллах, халиф (1170 — 1180)
- Айюбиды —
  - Туран-шах I ибн Айюб, эмир Йемена[англ.] (1174 — 1182)
- Анатолийские бейлики —
  - Артукиды — 
    - Мухаммад ибн Кара-Арслан, эмир (Хисн Кайф) (1167 — 1185)
    - Алпы Наджм, эмир (Мардин) (1152 — 1176)

  - Данишмендиды — 
    - Афридун, эмир (в Малатье) (1172 — 1175)
    - в 1175 году государство Данишмендидов завоевано Конийским султанатом

  - Иналогуллары — Махмуд, эмир (1142 — 1183)
  - Менгджуки (Менгучегиды) — Фахр ад-дин Бахрам-шах, бей (1155 — 1218)
  - Салтукиды — Насир ад-дин Мухаммад, эмир (1168 — 1191)
  - Шах-Армениды — Сукман II Насир ад-дин , эмир (1128 — 1185)
- Антиохийское княжество — Боэмунд III, князь (1163 — 1201)
- Восточно-Караханидское ханство — 
  - Мухаммед III Богра-хан, хан (в Кашгаре) (1156 — 1180)
  - Ибрахим III Богра-хан, хан (в Узкенде) (1162 — 1178)
- Газневидское государство — Хосров Малик, султан (1160 — 1186)
- Грузинское царство — Георгий III, царь (1156 — 1184)
- Гуриды — Гийас уд-Дин, султан (1163 — 1202)
  - Шамс уд-Дин, малик (в Бамийане) (1163 — 1192)
- Дайвьет — 
  - Ли Ан Тонг, император[англ.] (1138 — 1175)
  - Ли Као Тонг, император[англ.] (1175 — 1210)
- Дали (Дачжун) — Дуань Чжисин, король (1171 — 1200)
- Западно-Караханидское ханство — Масуд-хан, хан (1163 — 1178)
- Иерусалимское королевство — Балдуин IV, король (1174 — 1185)
- Ильдегизиды — 
  - Шамс ад-Дин Ильдегиз, великий атабек (1136 — 1175)
  - Мухаммед Джахан Пехлеван, великий атабек (1175 — 1186)
- Индия —
  - Венад[англ.] — Вира Удайя Мартанда Варма, махараджа[англ.] (1173 — 1192)
  - Западные Чалукья[англ.] — Джагадекамалла III, махараджа (1164 — 1183)
  - Какатия — Пратарапудра I, раджа (1158 — 1195)
  - Калачури[англ.] — Совидева, раджа[англ.] (1168 — 1176)
  - Качари — Суражит, царь (ок. 1155 — ок. 1180)
  - Пандья — Ятаварман Шриваллабан, раджа (1175 — 1180)
  - Парамара[англ.] — Виндхьяварман, махараджа[англ.] (1160 — 1193)
  - Сена — Баллала Сена, раджа (1159 — 1179)
  - Соланки — Аджавапала, раджа (1173 — 1176)
  - Хойсала — Вира Баллаладэва II, перманади (1173 — 1187)
  - Чандела — Парамарди, раджа (1165 — 1203)
  - Чола — Раджадхираджа Чола II, махараджа (1173 — 1178)
  - Ядавы (Сеунадеша) — Бхиллама V, махараджа (1173 — 1192)
- Иран —
  -  Баванди — Ардашир I, испахбад (1173 — 1205)
  -  Хазараспиды — Абу Тахир ибн Мухаммад, атабек (1148 — 1203)
- Кедах — Муджафар Шах I, султан[англ.] (1136 — 1179)
- Киликийское царство — 
  - Млех, князь (1170 — 1175)
  - Рубен III, князь (1175 — 1187)
- Китай — 
  -  Империя Сун  — Сяо-цзун (Чжао Шэнь), император (1162 — 1189)
  - Западное Ся — Жэнь-цзун (Ли Жэньсяо), император (1139 — 1193)
    - Найманская империя — Инанч-хан (ок. 1160 — 90 гг.)
    - Кереитское ханство — Тогорил-хан (1171 — 1203)
    - Монгольское ханство — Таргутай-Кирилтух (1171 — 1189)

  - Каракитайское ханство (Западное Ляо) — Елюй Пусувань, императрица (1163 — 1177)
  - Цзинь — Ваньянь Улу (Ши-цзун), император (1161 — 1189)
- Кхмерская империя (Камбуджадеша) — Трибхуванадитьяварман, император (1166 — 1177)
- Конийский (Румский) султанат — Кылыч-Арслан II, султан (1156 — 1192)
- Корея (Корё)  — Мёнджон, ван (1170 — 1197)
- Лемро — Пийнсакава, царь[англ.] (1174 — 1176)
- Мальдивы — Мути, султан (1166 — 1185)
- Паган — Ситу II, царь[англ.] (1174 — 1211)
- Полоннарува — Паракрамабаху I, царь (1153 — 1186)
- Сельджукская империя — 
  - Иракский султанат — Арслан-шах, султан (1161 — 1176)
  - Керманский султанат — Арслан-шах II, султан (1174 — 1176)
  - Ас-Салих Исмаил ал-Малик, атабек Алеппо (1174 — 1181)
  - Гази II Саиф ад-Дин, эмир Масула (1170 — 1180)
- Сунда — 
  - Дармакусумах, махараджа (1156 — 1175)
  - Гуру Дармасикса, махараджа (1175 — 1297)
- Графство Триполи — Раймунд III, граф (1152 — 1187)
- Тямпа — Джая Индраварман IV, князь (1167 — 1190)
- Государство Хорезмшахов — Ала ад-Дин Текеш, хорезмшах (1172 — 1200)
- Ширван — Ахситан I, ширваншах (1160 — 1197)
- Япония — Такакура, император (1168 — 1180)

## Африка
- Айюбиды — Салах ад-Дин, султан Египта и Сирии (1174 — 1193)
- Альмохады — Абу Якуб Юсуф, халиф (1163 — 1184)
- Гана — Бирама, царь (1160 — 1180)
- Гао — Йасабой, дья (ок. 1170 — ок. 1190)
- Канем — Бири I, маи (1150 — 1176)
- Килва — Сулейман ибн аль-Хасан ибн Давуд, султан (1170 — 1189)
- Нри[англ.] — Буифе, эзе[англ.] (1159 — 1259)
- Эфиопия — Наакуето Лааб, император (1159 — 1207)

## Европа
- Англия — Генрих II Плантагенет, король (1154 — 1189)
- Венгрия — Бела III, король (1172 — 1196)
- Венецианская республика — Себастиано Дзиани, дож (1172 — 1178)
- Византийская империя — Мануил I Комнин, император (1143 — 1180)
- Дания — Вальдемар I Великий, король (1157 — 1182)
- Ирландия — Руайдри Уа Конхобайр, верховный король (1166 — 1183)
  - Айлех — 
    - Ниалл мак Муйрхертах мак Лохлайнн, король (1167 — 1176)
    - Аэд Уа Нейлл, король (1167 — 1177)

  - Десмонд — 
    - Диармайт Мор Маккарти, король (1143 — 1175, 1176 — 1185)
    - Кормак Лиатанах Маккарти, король (1175 — 1176)

  - Коннахт — Руайдри Уа Конхобайр, король (1156 — 1183)
  - Ольстер — Руайдри мак Кон Улад мак Дуйнн Слейбе, король (1172 — 1201)
  - Томонд — Домналл Мор мак Тойрделбайг, король (1168 — 1194)
- Испания —
  - Ампурьяс — Понс III, граф (ок. 1173 — ок. 1200)
  - Арагон — Альфонсо II Целомудренный, король (1164 — 1196)
  - Кастилия — Альфонсо VIII, король (1158 — 1214)
  - Леон — Фердинанд II, король Леона (1157 — 1188)
  - Майорка (тайфа) — Исхак, эмир (1156 — 1183)
  - Наварра — Санчо VI, король (1150 — 1194)
  - Пальярс Верхний — Артау (Артальдо) IV, граф (ок. 1167 — ок. 1182)
  - Пальярс Нижний — Рамон V, граф (1174 — 1177)
  - Прованс — Раймунд Беренгер III, граф (1173 — 1181)
  - Урхель — Эрменгол VII, граф (1154 — 1184)
- Киевская Русь (Древнерусское государство) — Роман Ростиславич, великий князь Киевский (1171 — 1173, 1174 — 1176)
  -  Белгородское княжество — Рюрик Ростиславич, князь (1171 — 1189)
  -  Владимиро-Суздальское княжество — 
    - Ярополк Ростиславич, великий князь Владимирский (1174 — 1175)
    - Михалко Юрьевич, великий князь Владимирский (1175 — 1176)

  -  Волынское княжество — Роман Мстиславич, князь (1170 — 1188, 1188 — 1199)
  -  Галичское княжество — Ярослав Владимирович Осмомысл, князь (1153 — 1187)
  -  Городенское княжество — Мстислав Всеволодович, князь (1170 — ок. 1183)
  -  Курское княжество — Всеволод Святославич, князь (1164 — 1196)
  -  Луцкое княжество — Ярослав Изяславич, князь (1154 — 1180)
  -  Муромское княжество — Владимир Юрьевич, князь (1174 — 1203)
  -  Новгород-Северское княжество — Олег Святославич, князь (1164 — 1180)
  -  Новгородское княжество — 
    - Юрий Андреевич, князь (1171 — 1175)
    - Мстислав Ростиславич, князь (1160 — 1161, 1175 — 1176, 1177 — 1178)

  -  Овручское княжество — Рюрик Ростиславич, князь (1168 — 1194)
  -  Переяславское княжество — Владимир Глебович, князь (1169 — 1187)
  -  Полоцкое княжество — Всеслав Василькович, князь (1162 — 1167, 1167 — 1180)
    -  Витебское княжество — 
      - Брячислав Василькович, князь (1168 — 1175, 1178 — 1181)
      - Всеслав Василькович, князь (1132 — 1162, 1175 — 1178, ок. 1181 — 1186)

    -  Друцкое княжество — Глеб Рогволодович, князь (1144 — 1151, 1159 — 1162, ок. 1171 — ок. 1181)

  -  Рязанское княжество — Глеб Ярославич, князь (1145 — 1147, 1148 — 1153, 1161 — 1178)
  -  Смоленское княжество — 
    - Ярополк Романович, князь (1171 — 1173, 1174 — 1175)
    - Мстислав Ростиславич Храбрый, князь (1175 — 1176)

  -  Туровское княжество — Иван Юрьевич, князь (1167 — 1190, 1195 — 1207)
  -  Черниговское княжество — Святослав Всеволодович, князь (1164 — 1180)
- Норвегия — Магнус V, король (1161 — 1184)
- Островов королевство — 
  - Дугал, король Островов и Аргайла (1164 — ок. 1200)
  - Ангус, король Островов и Гарморана (1164 — 1210)
  - Ранальд, король Островов и Кинтайра (1164 — 1209)
  - Годред II, король Островов и Мэна (1164 — 1187)
- Папская область — 
  - Александр III, папа римский (1159 — 1181)
  - Каликст III, антипапа (1168 — 1177)
- Польша — Мешко III Старый , князь-принцепс (1173 — 1177)
  - Великопольское княжество — Мешко Старый, князь[англ.] (1138 — 1179, 1181 — 1202)
  - Сандомирское княжество — Казимир II Справедливый, князь (1173 — 1194)
  - Силезское княжество — 
    - Нижняя Силезия — Болеслав I Долговязый, князь[англ.] (1173 — 1201)
    - Ратиборское княжество — Мешко I Плясоногий, князь[англ.] (1173 — 1211)

  - Мазовецкое княжество — Лешек, князь[англ.] (1173 — 1186)
- Померания — 
  - Померания-Деммин — Казимир I, князь (1156 — 1180)
  - Померания-Штеттин — Богуслав I, князь (1156 — 1187)
- Померелия (Поморье) — Собеслав I, князь (1155 — 1177)
- Португалия — Афонсу I Великий, король (1139 — 1185)
- Священная Римская империя — Фридрих I Барбаросса, император Священной Римской империи, король Германии (1155 — 1190)
  - Австрия — Генрих II Язомирготт, герцог (1156 — 1177)
  - Ангальт — Бернхард I, граф (1170 — 1212)
  - Бавария — Генрих XII Лев, герцог (1156 — 1180)
  - Баден — Герман IV, маркграф (1160 — 1190)
  - Бар — Генрих I, граф (1170 — 1190)
  - Берг — Энгельберт I, граф (1160 — 1189)
  - Бранденбург — Оттон I, маркграф (1170 — 1184)
  - Веймар-Орламюнде[нем.] — Герман I, граф (1170 — 1176)
  - Верхняя Лотарингия — Матье I, герцог (1139 — 1176)
  - Вюртемберг — Людвиг II, граф (1158 — 1181)
  - Гелдерн — Генрих I, граф (1131 — 1182)
  - Голландия — Флорис III, граф (1157 — 1190)
  - Гольштейн — Адольф III, граф (1164 — 1203)
  - Каринтия — Герман, герцог (1161 — 1181)
  - Клеве — Дитрих III, граф (1172 — 1198)
  - Лимбург — Генрих III, герцог (1167 — 1221)
  - Лувен — Готфрид III Смелый, граф (1142 — 1190)
  - Лужицкая (Саксонская Восточная) марка — Дитрих II, маркграф (1156 — 1185)
  - Люксембург — Генрих IV Слепой, граф (1136 — 1196)
  - Мейсенская марка — Оттон II Богатый, маркграф (1156 — 1190)
  - Мекленбург — Прибислав, князь (1167 — 1178)
  - Монбельяр — Амадей, граф (1163 — 1195)
  - Монферрат — Вильгельм V Старый, маркграф (ок. 1136 — 1191)
  - Намюр — Генрих I (Генрих IV Люксембургский), граф (1139 — 1189)
  - Нассау — Вальрам I, граф (1154 — 1198)
  - Нижняя Лотарингия — Готфрид VII, герцог (1142 — 1190)
  - Ольденбург — Мориц I, граф (1167 — 1209)
  - Рейнский Пфальц — Конрад, пфальцграф (1156 — 1195)
  - Саарбрюккен — Симон I, граф (1135 — 1182)
  - Савойя — Гумберт III, граф (1148 — 1189)
  - Саксония — Генрих Лев, герцог (1142 — 1180)
  - Салуццо — 
    - Манфред I, маркграф (1125 — 1175)
    - Манфред II, маркграф (1175 — 1215)

  - Сполето — Райделульф, герцог (1173 — 1183)
  - Тироль — Бертольд, граф (1165 — 1180)
  - Тюрингия — Людвиг III Благочестивый, ландграф (1172 — 1190)
  - Церинген — Бертольд IV, герцог (1152 — 1186)
  - Чехия — Собеслав II, князь (1173 — 1178)
    - Брненское княжество — Вацлав, князь (1173 — 1177)
    - Зноемское княжество — Конрад III Ота, князь (ок. 1161 — 1191)
    - Оломоуцкое княжество — Ольдржих, князь (1173 — 1177)

  - Швабия — Фридрих VI, герцог (1170 — 1191)
  - Шверин — Гунцелин I, граф (ок. 1167 — 1185)
  - Штирия (Карантанская марка) — Отакар IV, маркграф (1164 — 1180)
  - Эно (Геннегау) — Бодуэн V, граф (1171 — 1195)
  - Юлих — Вильгельм I, граф (1143 — 1176)
- Сербия —
  - Дукля — Михайло III Воислав, жупан (1162 — 1186)
  - Рашка — Стефан I Неманя, великий жупан (1166 — 1196)
- Сицилийское королевство — Вильгельм II Добрый, король (1166 — 1189)
  - Таранто — Вильгельм II Добрый, князь (1157 — 1189)
- Уэльс —
  - Гвинед — 
    - Давид I ап Оуайн, принц (1170 — 1194)
    - Родри II ап Оуайн, принц (1170 — 1195)

  - Дехейбарт — Рис ап Грифид, король (1155 — 1197)
  - Поуис Вадог — Грифид Майлор, король (1160 — 1191)
  - Поуис Венвинвин — Оуайн Кивейлиог, король (1160 — 1195)
- Франция — Людовик VII, король (1137 — 1180)
  - Аквитания — Алиенора, герцогиня (1137 — 1204)
    - Арманьяк — Бернар IV, граф (1160 — 1193)

  - Ангулем — Гильом VI, граф (1140 — 1179)
  - Анжу — Генрих II Плантагенет, граф (1151 — 1189)
  - Блуа — Тибо V, граф (1152 — 1191)
  - Бретань — Констанция, герцогиня (1166 — 1196)
    - Нант — Генрих II Плантагенет, граф (1158 — 1185)
    - Ренн — Констанция, графиня (1166 — 1196)

  - Булонь — Ида Булонская, графиня (1173 — 1216)
  - Бургундия (герцогство) — Гуго III, герцог (1162 — 1192)
  - Бургундия (графство) — Беатрис I, пфальцграфиня (1148 — 1184)
  - Вермандуа — Филипп Эльзасский, граф (1167 — 1191)
  - Макон — Жеро I, граф (1155 — 1184)
  - Невер — 
    - Ги I, граф (1168 — 1175)
    - Гильом V, граф (1175 — 1181)

  - Нормандия — Генрих II Плантагенет, герцог (1150 — 1189)
  - Овернь — Гильом VIII, граф (1155 — 1182)
  - Прованс — 
    - Раймунд V Тулузский, маркиз (1148 — 1194)
    - Альфонс II Тулузский, маркиз (1148 — ок. 1175)

  - Тулуза — 
    - Раймонд V, граф (1148 — 1194)
    - Альфонс II, граф (1148 — ок. 1175)

  - Фландрия — Филипп Эльзасский, граф (1168 — 1191)
  - Фуа — Роже Бернар I, граф (1148 — 1188)
  - Шалон — Гильом II, граф (1166 — 1192)
  - Шампань — Генрих I, граф (1152 — 1181)
- Швеция — Кнут I Эрикссон, король (1167 — 1196)
- Шотландия — Вильгельм I Лев, король (1165 — 1214)

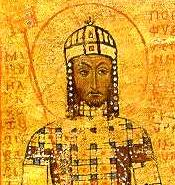
Мануил I Комнин 1143-1180 Император Византии
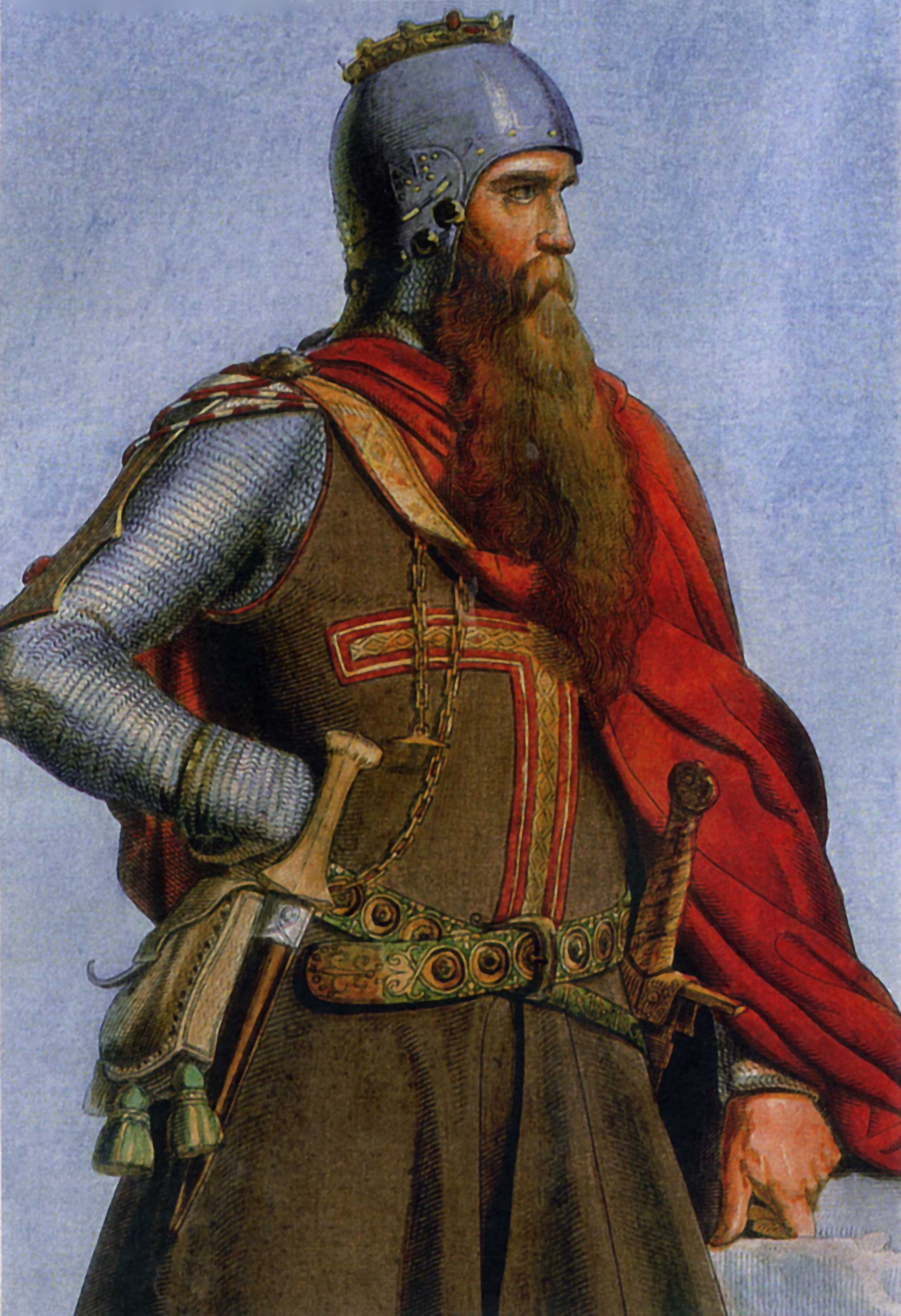
Фридрих I Барбаросса 1155-1190 Император Священной Римской империи
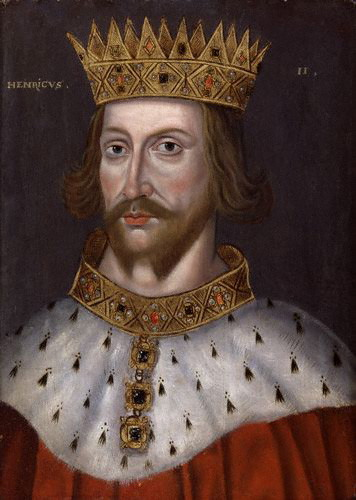
Генрих II Плантагенет 1154-1189 Король Англии
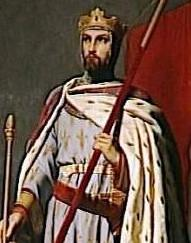
Людовик VII 1137-1180 Король Франции
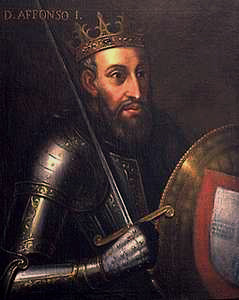
Афонсу I Великий 1139-1185 Король Португалии
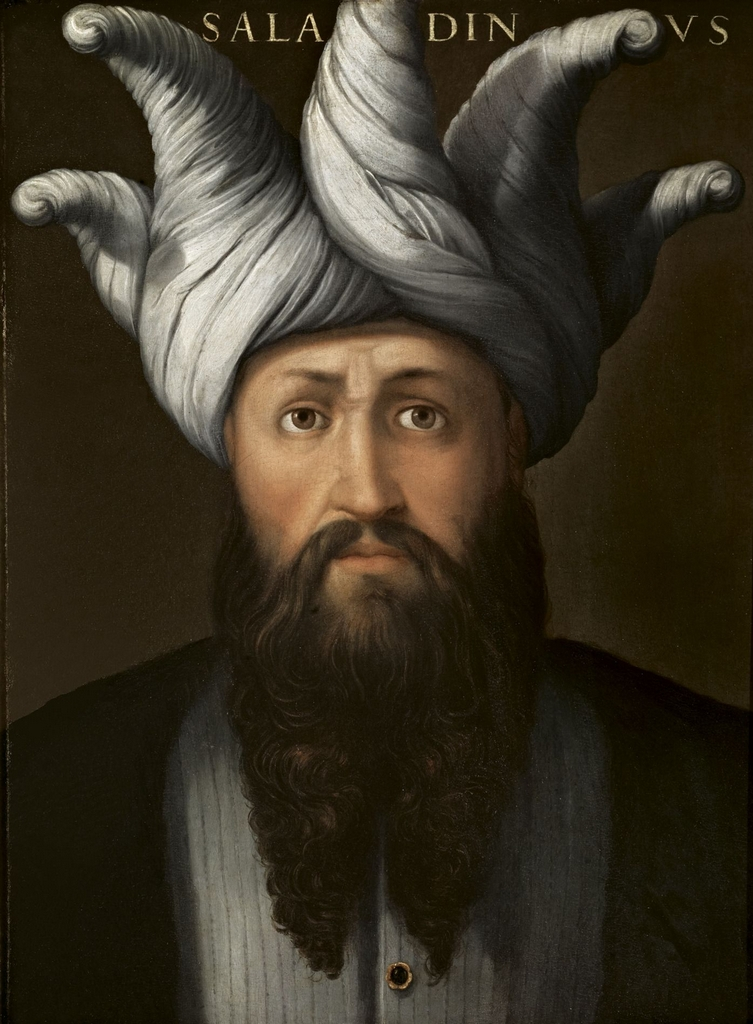
Салах ад-Дин 1174-1193 Султан Египта и Сирии
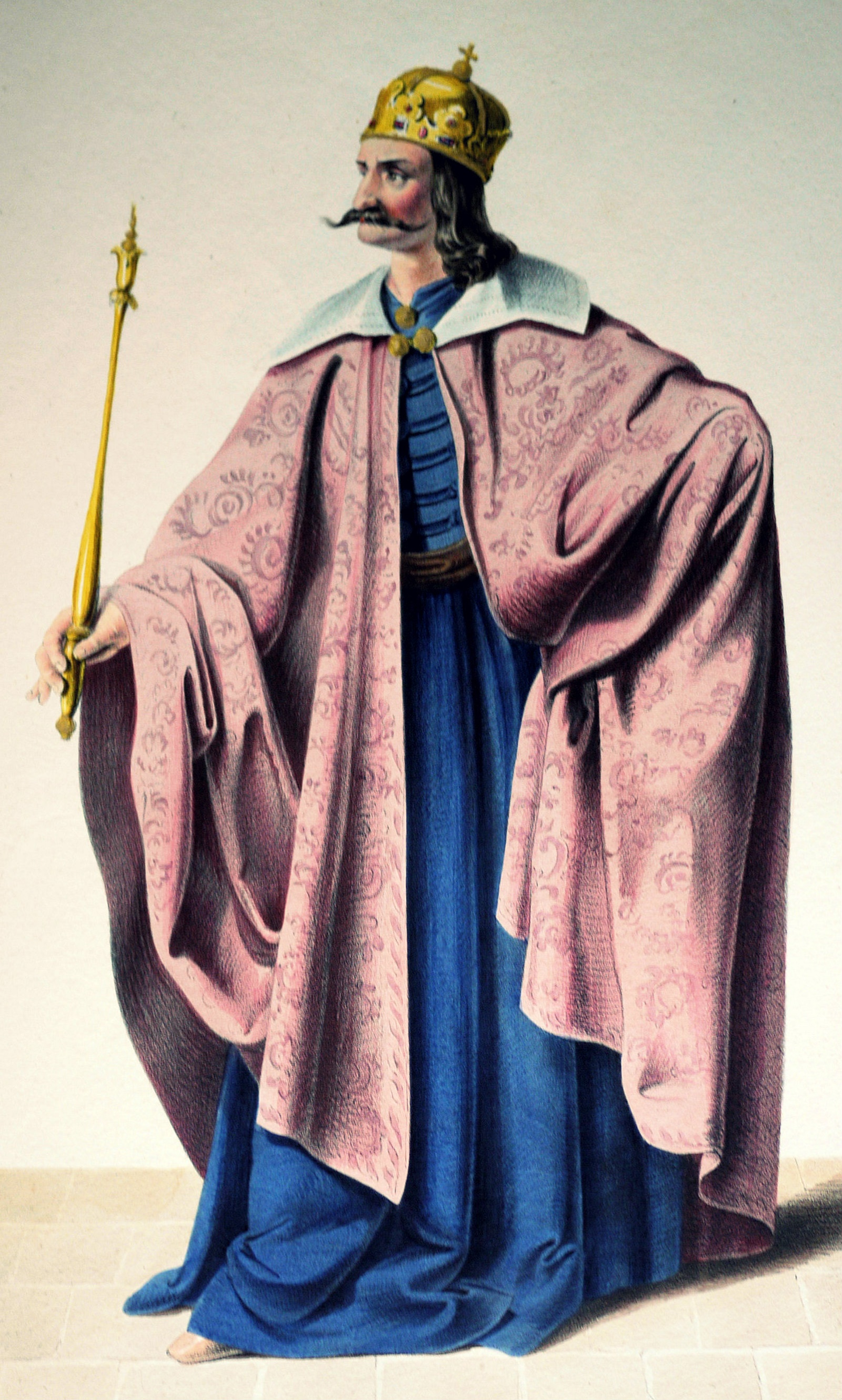
Бела III 1172-1196 Король Венгрии
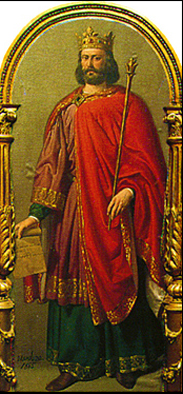
Санчо VI Мудрый 1150-1194 Король Наварры
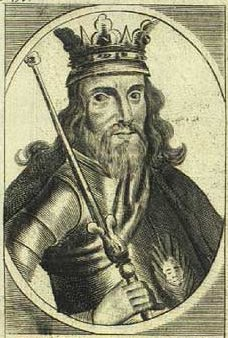
Вальдемар I Великий 1157-1182 Король Дании
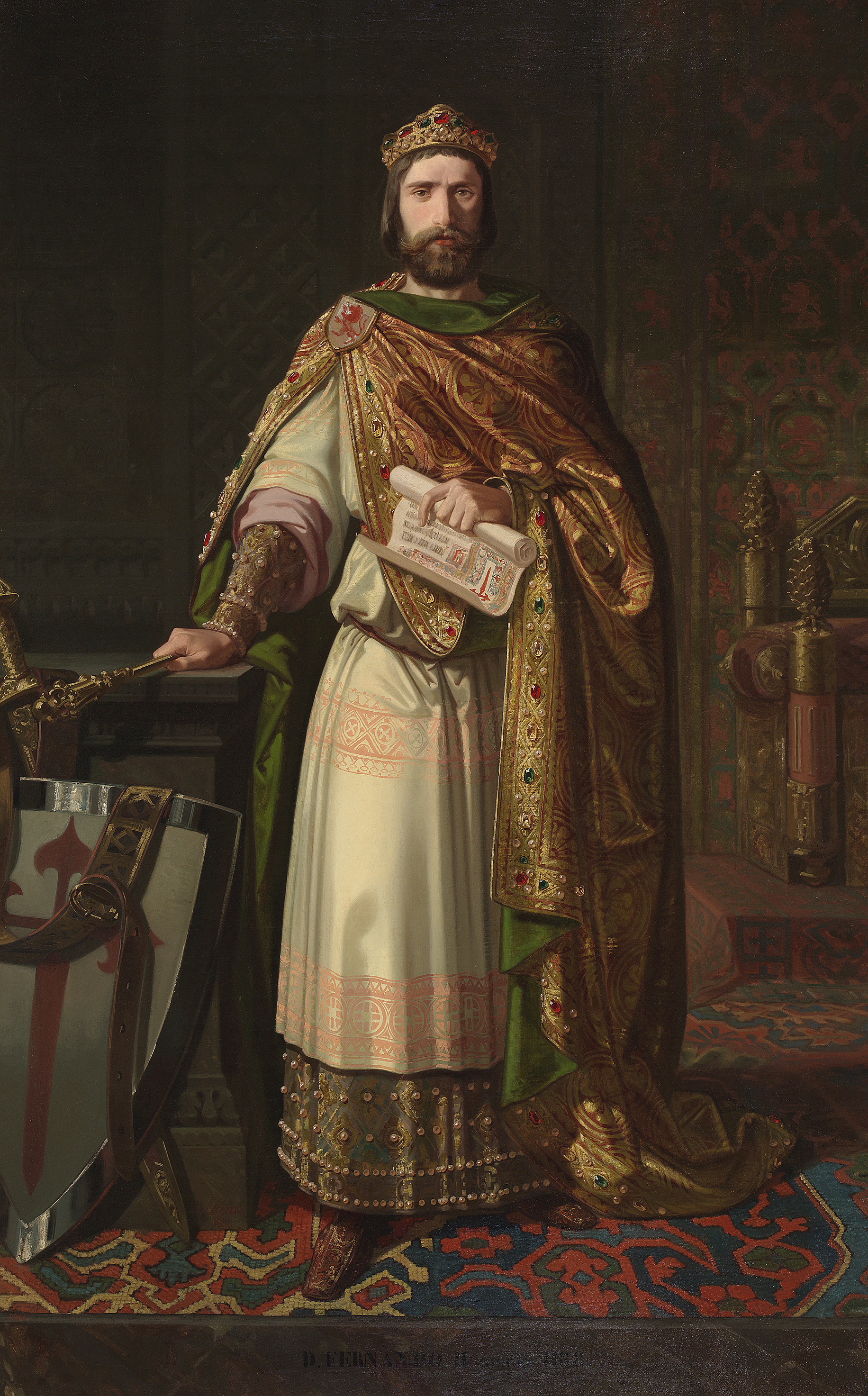
Фердинанд II 1157-1188 Король Леона
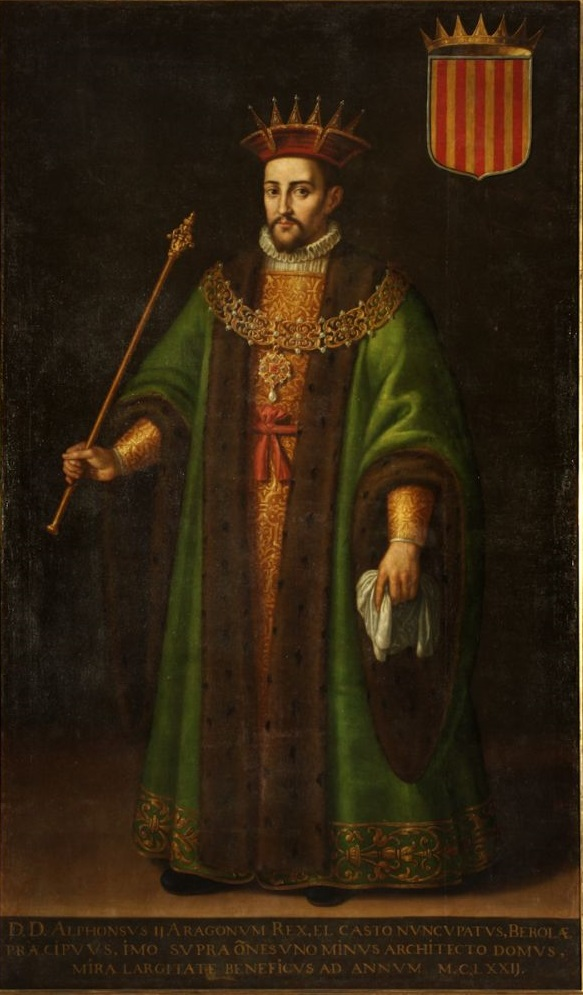
Альфонсо II Целомудренный 1164-1196 Король Арагона
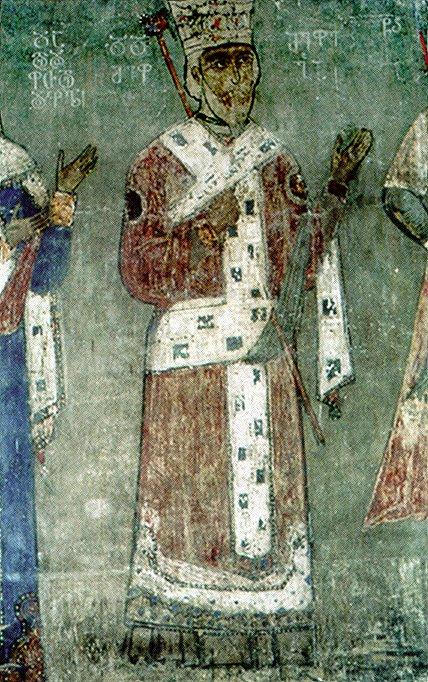
Георгий III 1156-1184 Царь Грузии
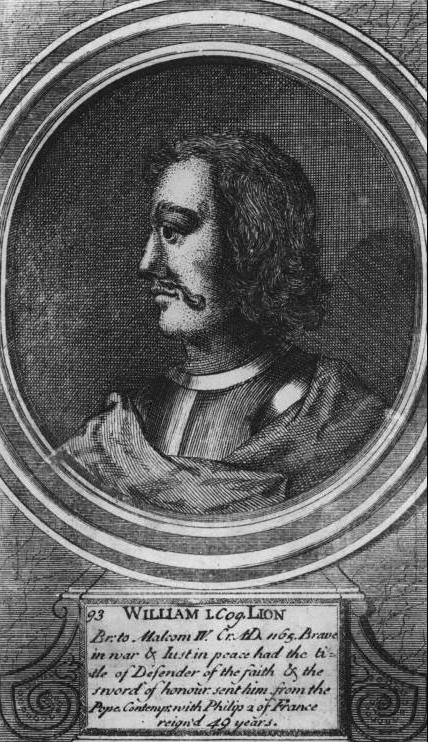
Вильгельм I Лев 1165-1214 Король Шотландии
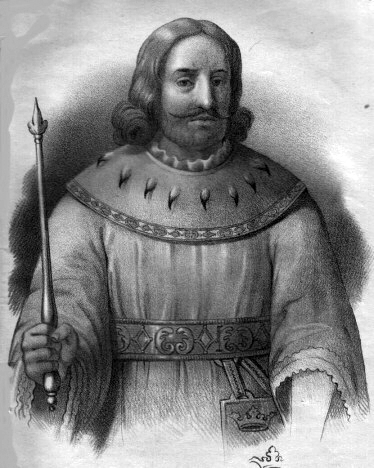
Кнут I Эрикссон 1167-1196 Король Швеции
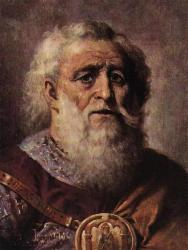
Мешко III Старый 1173-1177 Князь-принцепс Польши
Сяо-цзун 1162-1189 Император Китая
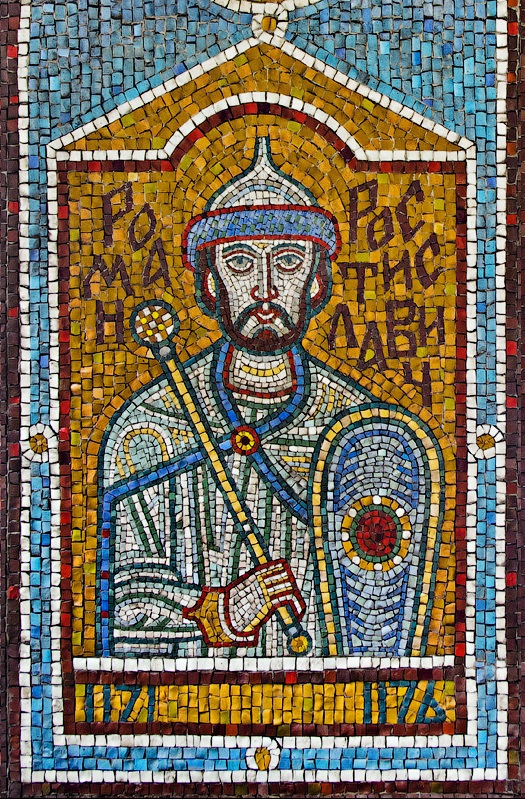
Роман Ростиславич 1171-1173, 1174-1176 Великий князь Киевский
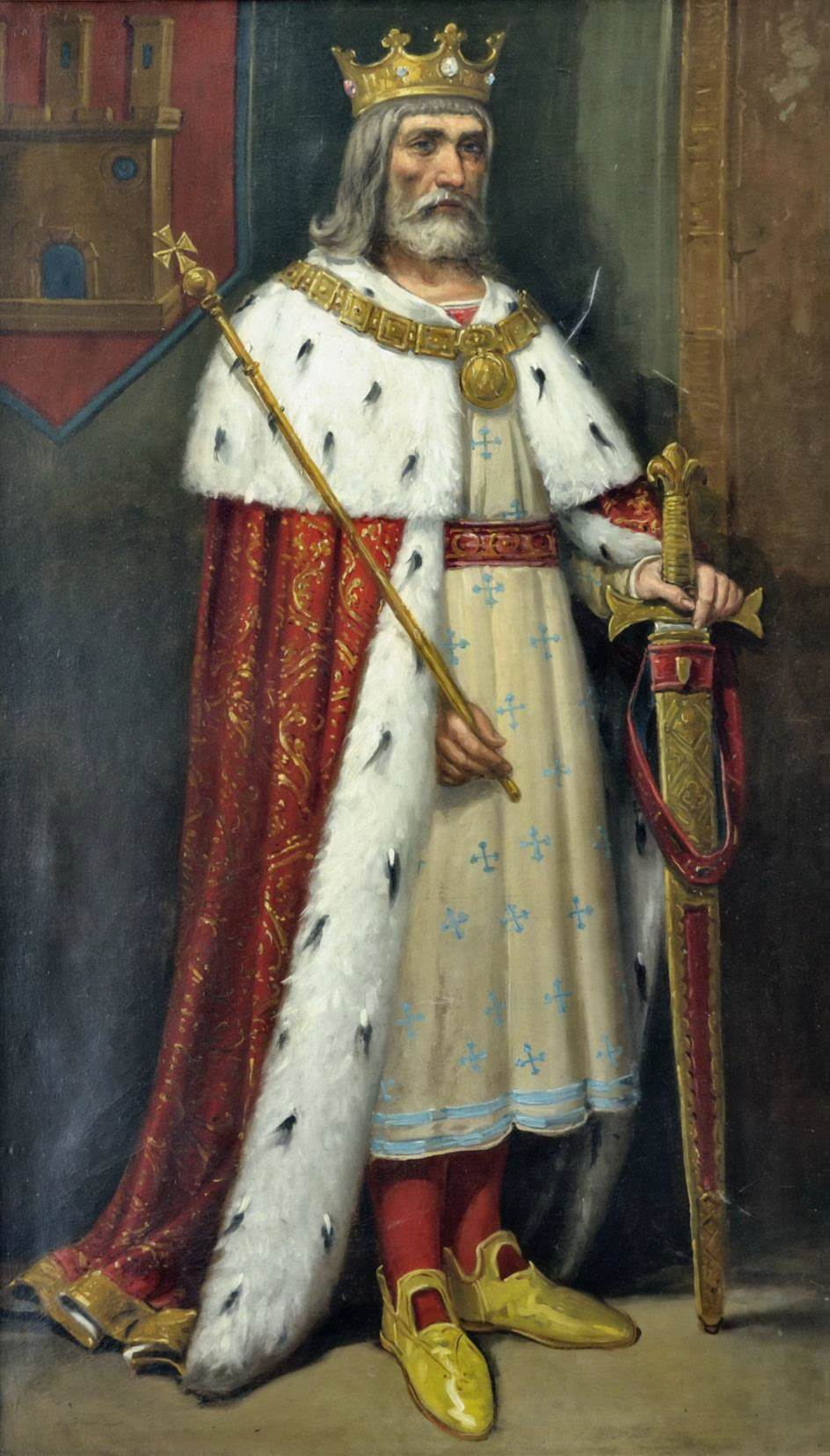
Альфонсо VIII 1158-1214 Король Кастилии
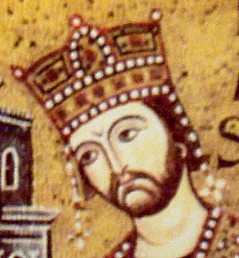
Вильгельм II Добрый 1166-1189 Король Сицилии
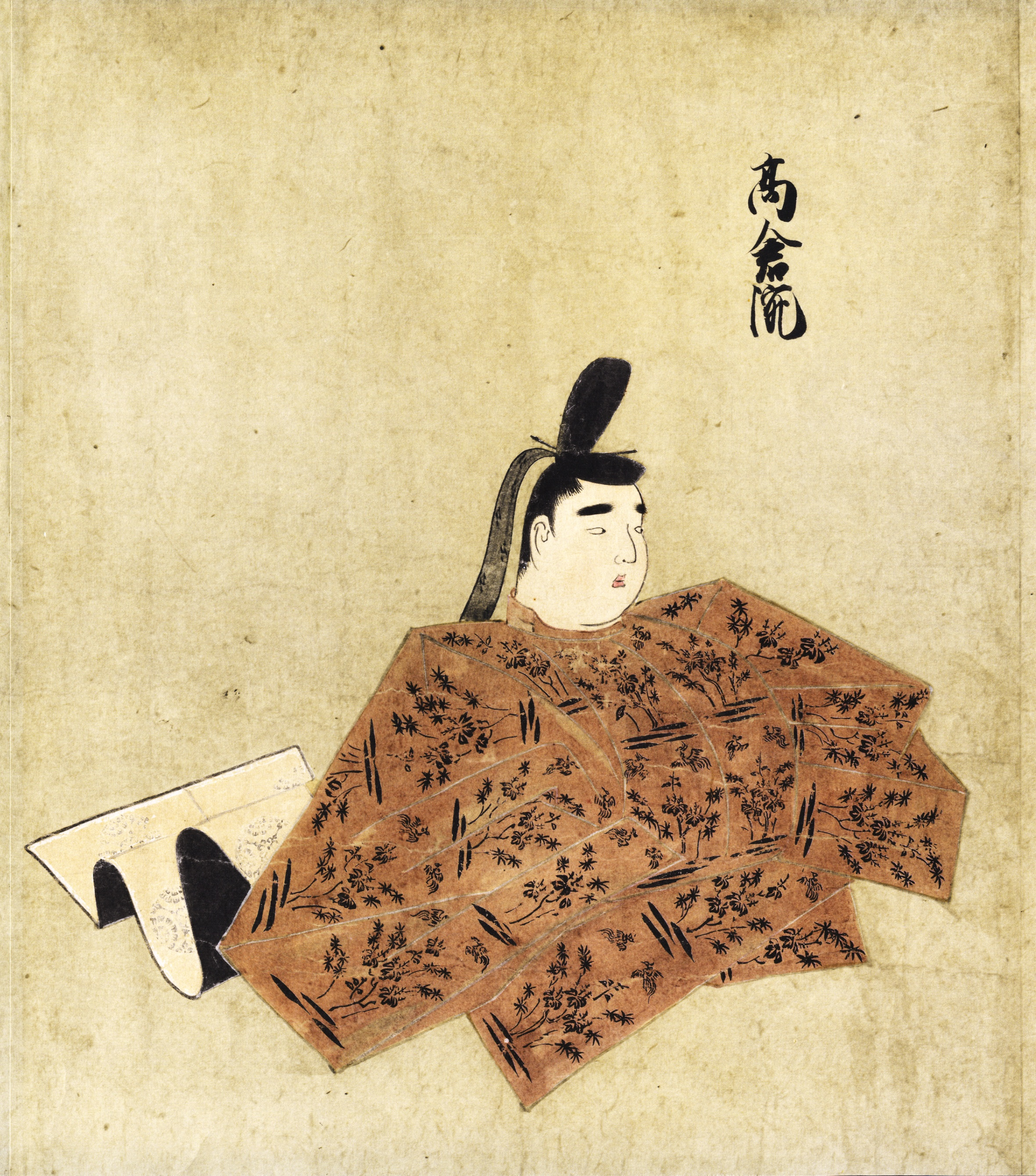
Такакура 1168-1180 Император Японии
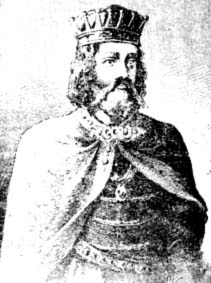
Стефан Неманя 1166-1196 Великий жупан Рашки
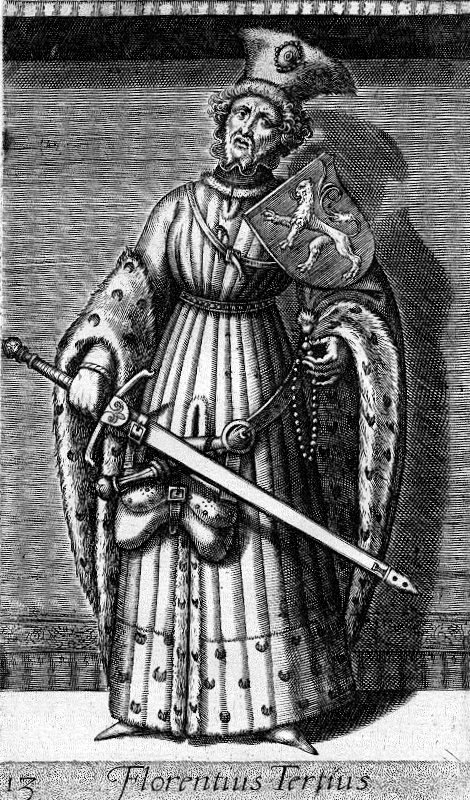
Флорис III 1157-1190 Граф Голландии
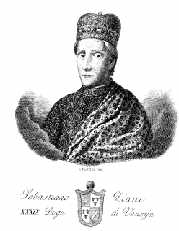
Себастиано Дзиани 1172-1178 Дож Венеции
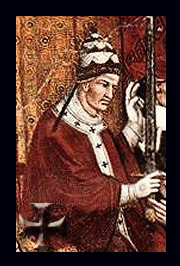
Александр III 1159-1181 Папа римский